# Памятники И. А. Гончарову (Ульяновск)

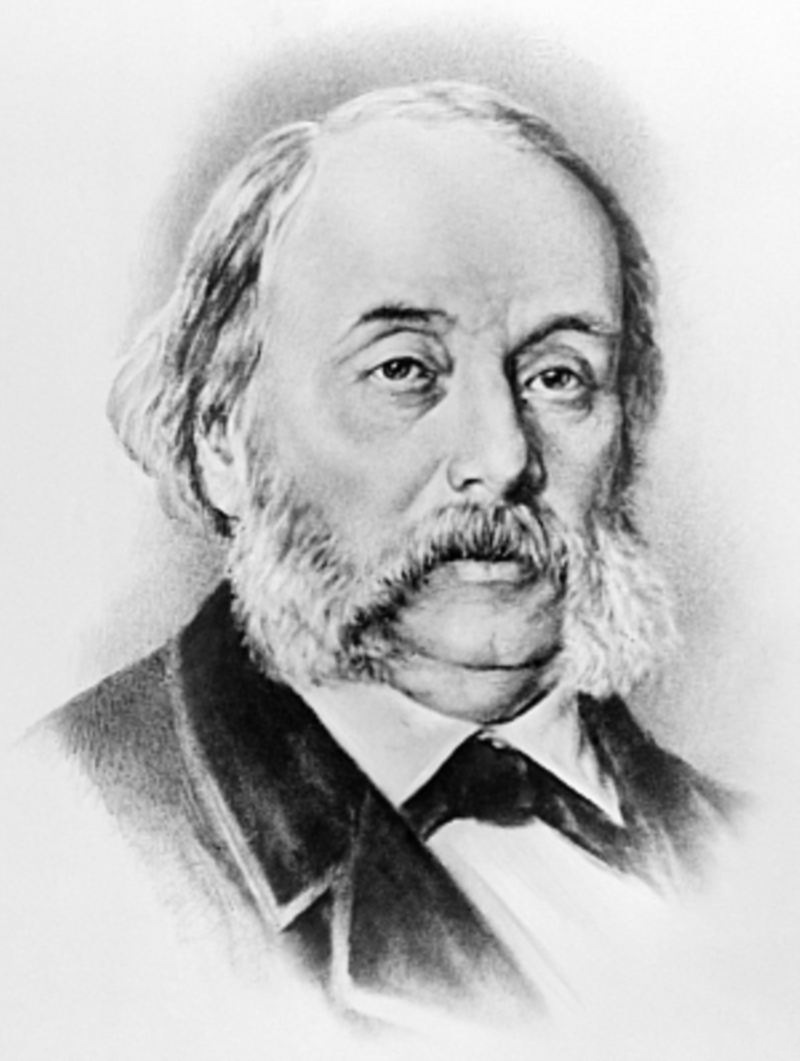
Ива́н Алекса́ндрович Гончаро́в (1812—1891).

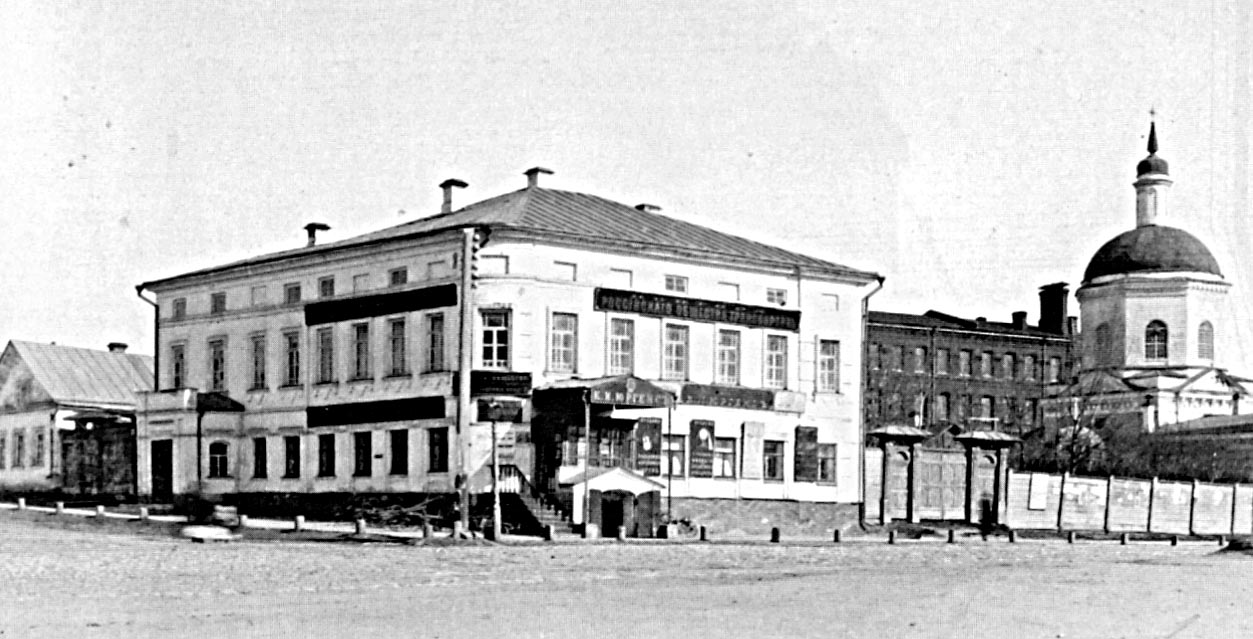
Первоначальный вид дома Гончаровых. Симбирск, 1890

С увековечением памяти Ивана Александровича Гончарова (1812—1891) на его родине в Симбирске было связано несколько работ.

## Дом Гончарова
Дом Гончарова — дом, где родился писатель.
18 июня 2012 года в день 200-летия со дня рождения писателя И. А. Гончарова в этом здании открылся Историко-мемориальный центр-музей И. А. Гончарова — филиал Ульяновского областного краеведческого музея.

## Мемориальная доска

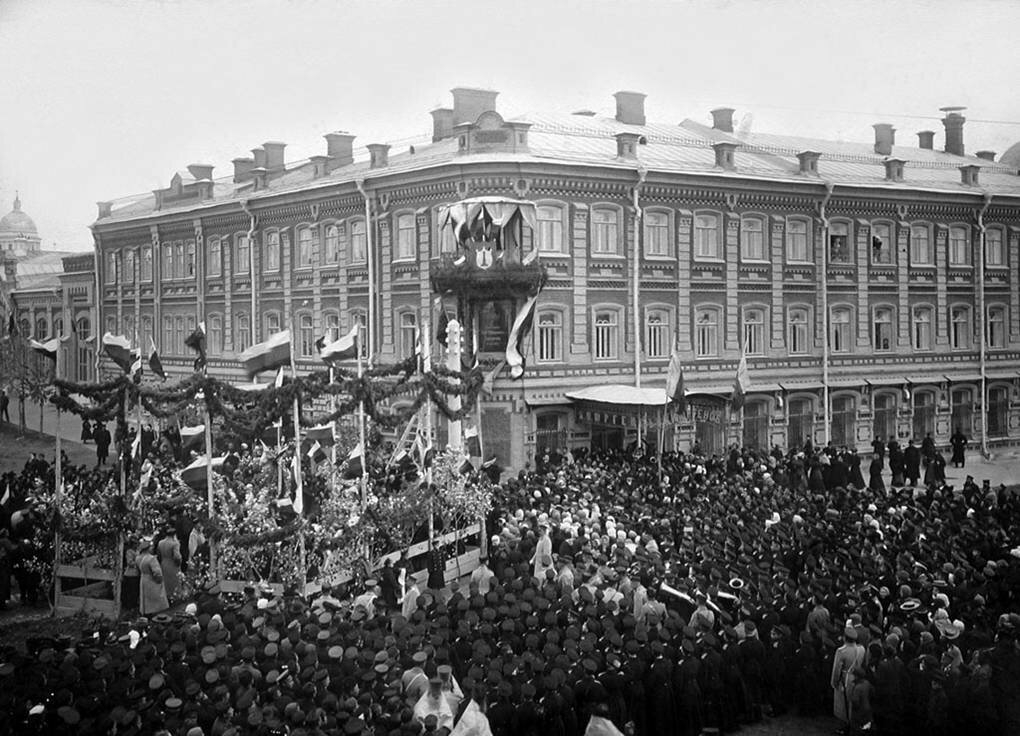
Открытие мемориальной доски Гончарову (Симбирск, 1907).

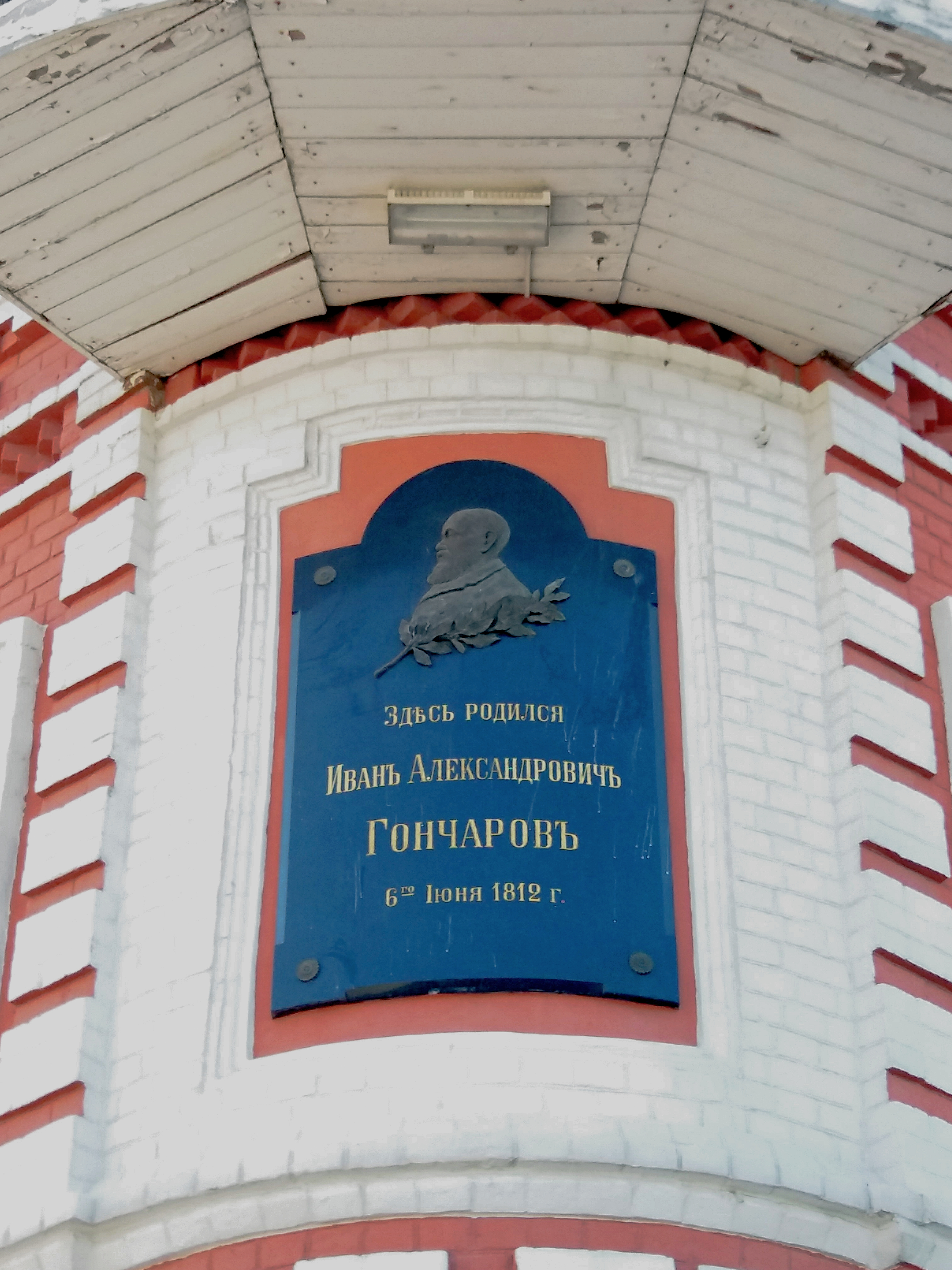
Мемориальная доска Ивану Гончарову.

Мемориальная доска установлена на доме, где родился писатель, ныне — Дом Гончарова.
Дом был построен в конце XVIII столетия и занимал угловой участок при пересечении Большой Саратовской (ныне ул. Гончарова) и Московской улиц (ныне ул. Ленина, 134/20). На протяжении всей своей истории дом принадлежал разным хозяевам. В 1880 году усадьбу приобрёл купец К. И. Юргенс. В 1898—1900 годах двухэтажное здание было перестроено, но при этом использовались и старые стены, заново облицованные кирпичом. Несмотря на значительные изменения, как внешнего облика, так и внутренней планировки, дом всё же принято считать мемориальным. В настоящее время здесь действует открытый в 1982 году музей И. А. Гончарова.
Решение установить мемориальную доску было принято ещё 4 октября 1898 года. К реализации приступили лишь в 1907 году. Юргенсы, взяв все расходы на себя, в дар городу заказали в Санкт-Петербурге доску из чёрного шведского гранита. В проектных и организационных работах, связанных с изготовлением и установкой памятной доски, непосредственное участие принимал архитектор А. А. Шодэ.
Гранитная доска работы Ботта с бронзовым барельефом И. А. Гончарова, отлитым в художественной мастерской В. В. Гаврилова по эскизу скульптора Б. М. Микешина (сына известного художника М. О. Микешина), весом 1,2 тонны была доставлена в Симбирск в начале августа 1907 года. Доска с барельефом писателя, окаймлённым лавровой ветвью, и выгравированной под ним надписью: «Здесь родился Иван Александрович Гончаров 6-го июня 1812 г.» была установлена на северо-западном углу здания между первым и вторым этажами в специально устроенной для этого нише. Открытие и освящение мемориальной доски состоялось 16 сентября 1907 года.

## Дом-памятник
Одним из символов Симбирска-Ульяновска является Дом-памятник Ивану Александровичу Гончарову на Венце (бульвар Новый Венец, 3/4). Инициатива увековечить память о прославленном романисте открытием на его родине «просветительного учреждения» исходила от Симбирской губернской учёной архивной комиссии. С ходатайством о разрешении начать всероссийскую подписку по сбору средств на строительство «общеполезного заведения», где планировалось разместить историко-археологический и художественный музеи, библиотеку, школу промышленного рисования и технического черчения председатель архивной комиссии В. Н. Поливанов обращался дважды: в 1901 году и в 1909 году — приближались две даты — 20-летие со дня смерти и 100-летие со дня рождения писателя.
Высочайшее разрешение на открытие всероссийского сбора добровольных пожертвований на сооружение Дома-памятника И. А. Гончарову от императора Николая II было получено 18 июня 1910 года. С помощью подписных листов в короткий срок было собрано более 100 тыс. рублей.
В январе 1910 года архивная комиссия обратилась с прошением в Симбирское городское общественное управление о выделении земельного участка под строительство.
Постановление об отводе участка на заседании Городской думы было принято лишь 26 января 1912 года. Выделенный прямоугольный участок одной стороной выходил на Новый Венец, другой — на Дворянский переулок (ныне пер. Карамзина).
6 сентября 1911 года был объявлен Всероссийский конкурс на «составление проектов фасадов и планов Гончаровского дома». Для подведения итогов пригласили ведущих симбирских архитекторов Ф. О. Ливчака и А. А. Шодэ. Все семь представленных проектов, в том числе из Нижнего Новгорода и Санкт-Петербурга, получили отрицательные рецензии и были отклонены.

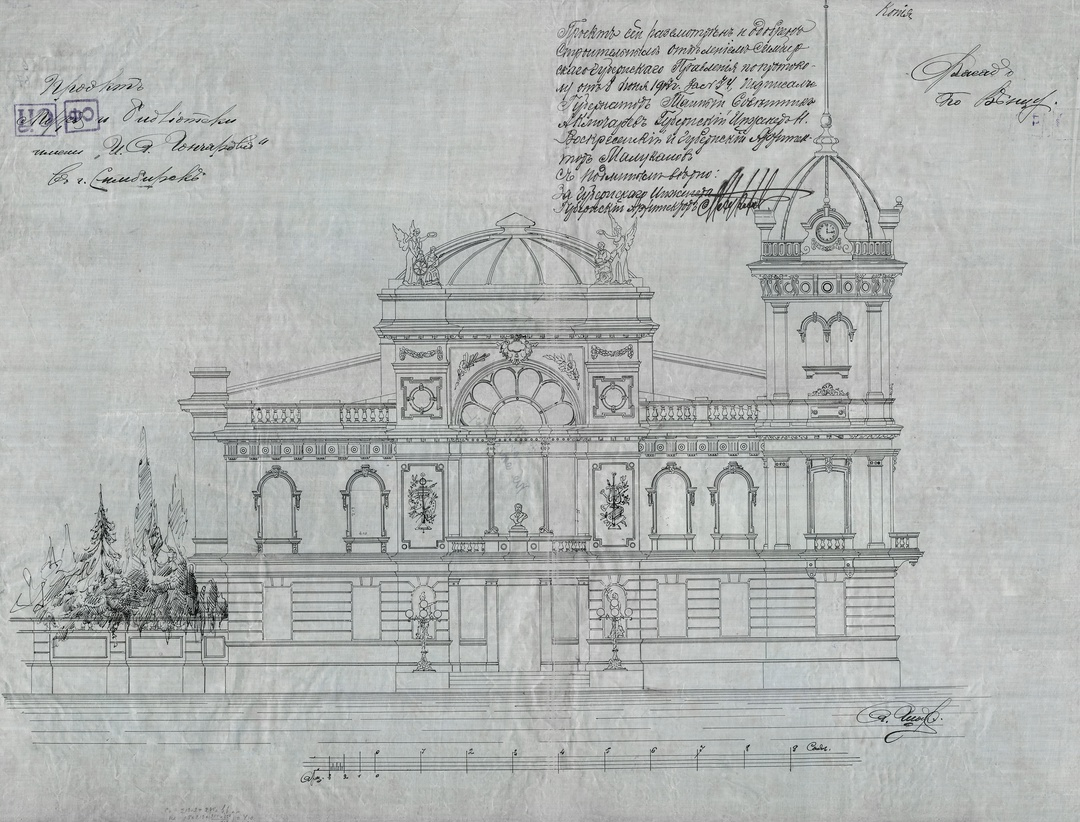
Проект Дома-памятника Гончарову архитектора А. Шодэ (1912).

Тем не менее, 6 июня 1912 года в день столетнего юбилея И. А. Гончарова состоялась закладка краеугольного камня будущего Дома-памятника. Юбилейные торжества в Симбирске отмечались широко: кроме закладки Дома-памятника была установлена беседка-памятник И. А. Гончарову в Винновке (архитектор А. А. Шодэ), переименована улица Большая Саратовская в Гончаровскую, в зале Дворянского собрания прошло публичное заседание архивной комиссии.
После неутешительных результатов первого конкурса, комиссия принимает решение объявить второй, программа которого была составлена Ф. О. Ливчаком, соответствовала всем правилам конкурсов, проводимых Императорским Санкт-Петербургским Обществом Архитекторов, и была согласована В. Н. Поливановым в Петербурге. На конкурс было представлено девять работ, и опять ни один из проектов не был признан удовлетворительным.
В декабре 1912 года архивная комиссия поручила разработку проекта здания Августу Августовичу Шодэ, обязав архитектора выполнить эту работу в течение месяца. На этот раз предложение В. Н. Поливанова взять за образец «внутреннее расположение» здания Радищевского музея в Саратове, построенного в 1885 году по проекту петербургского архитектора И. В. Штрома, было поддержано и членами комиссии. 7 января 1913 года готовый проект был рассмотрен и одобрен на очередном заседании архивной комиссии. Весной 1913 года А. А. Шодэ внёс некоторые изменения в проект. Строительство Дома-памятника начали в том же 1913 году, для ведения производства сформировали строительную комиссию. Стройкой руководил А. А. Шодэ, его помощником был архитектор В. Г. Иванов. Вместе с отцом в строительстве Дома-памятника принимал участие старший сын А. А. Шодэ Август.
К концу 1914 года строительство близилось к завершению, но и средства Гончаровского фонда были исчерпаны. Чтобы продолжить работу городская управа выдала оставшиеся 5 тыс. руб., ассигнованные местной думой на данное строительство. Были заложены ценные бумаги капитала Карамзинской общественной библиотеки в городской банк, и получены 4,5 тыс. руб. Фабрикант и меценат Н. Я. Шатров пожертвовал 11 тыс. руб.
В октябре 1915 года первый этаж ещё не достроенного дома занял военный госпиталь, по этой причине закончить внутреннюю отделку и перевести сюда музей пока не представлялось возможным. И только Карамзинской библиотеке в ноябре удалось переехать в предназначенные для неё помещения нижнего этажа 103. В июне 1916 года из-за отсутствия денежных средств строительство Дома-памятника было прекращено. Проект А. А. Шодэ не был реализован полностью.
В октябре 1918 года начался ремонт здания и устранение недоделок, оставшихся со времён строительства. Курировал работы возглавивший в 1917 году архивную комиссию П. Л. Мартынов.
По окончании работ в здании разместился единый Народный музей, созданный по распоряжению Губернского комиссариата просвещения на основе всех имеющихся в Симбирске музеев (в разные годы он назывался Пролетарским, Естественно-историческим, с 1932 года и поныне Краеведческим). В его состав вошли историко-археологический, естественно-исторический, церковный и педагогический музеи. Часть помещений первого этажа Дома-памятника И. А. Гончарову до 1920 года занимал Симбирский пролетарский университет.
В настоящее время в Доме-памятнике первый этаж занимает — Ульяновский областной краеведческий музей имени И. А. Гончарова, второй — Ульяновский областной художественный музей.

## Памятник-бюст
14 (1) сентября 1913 года у Дворянского собрания в Симбирске был установлен бюст-памятник Петру Столыпину работы итальянского скульптора Этторе Ксименеса. Бронзовый бюст был установлен на пьедестале светло-розового гранита, обращенный на Соборную площадь. На доске постамента было начертано: «Столыпину — Симбирская губерния». В марте 1917 года бюст был снят с пьедестала.
12 сентября 1948 года, в год 300-летия основания Симбирска, на освободившемся постаменте был установлен бронзовый бюст уроженца города — И. А. Гончарова. Автор памятника — член Союза художников СССР, скульптор А. В. Ветров. На пьедестале — бронзовая дощечка с надписью: «Гончаров И. А. (1812—1891)».

Бюст отлит на Мытищинском заводе художественного литья.

## Памятник
Памятник И. А. Гончарову, стоящий на улице его имени напротив дома, где он родился, был открыт в июне 1965 года, в сквере носящее его имя. Писатель изображен сидящим в кресле и делающим записи своих наблюдений. Скульптура отлита из чугуна на Мытищинском заводе художественного литья, редким видом литья — итальянским методом по воску. Автор памятника — скульптор Л. М. Писаревский. Памятник установлен на пьедестале красного гранита.

## Памятник «Диван Обломова»

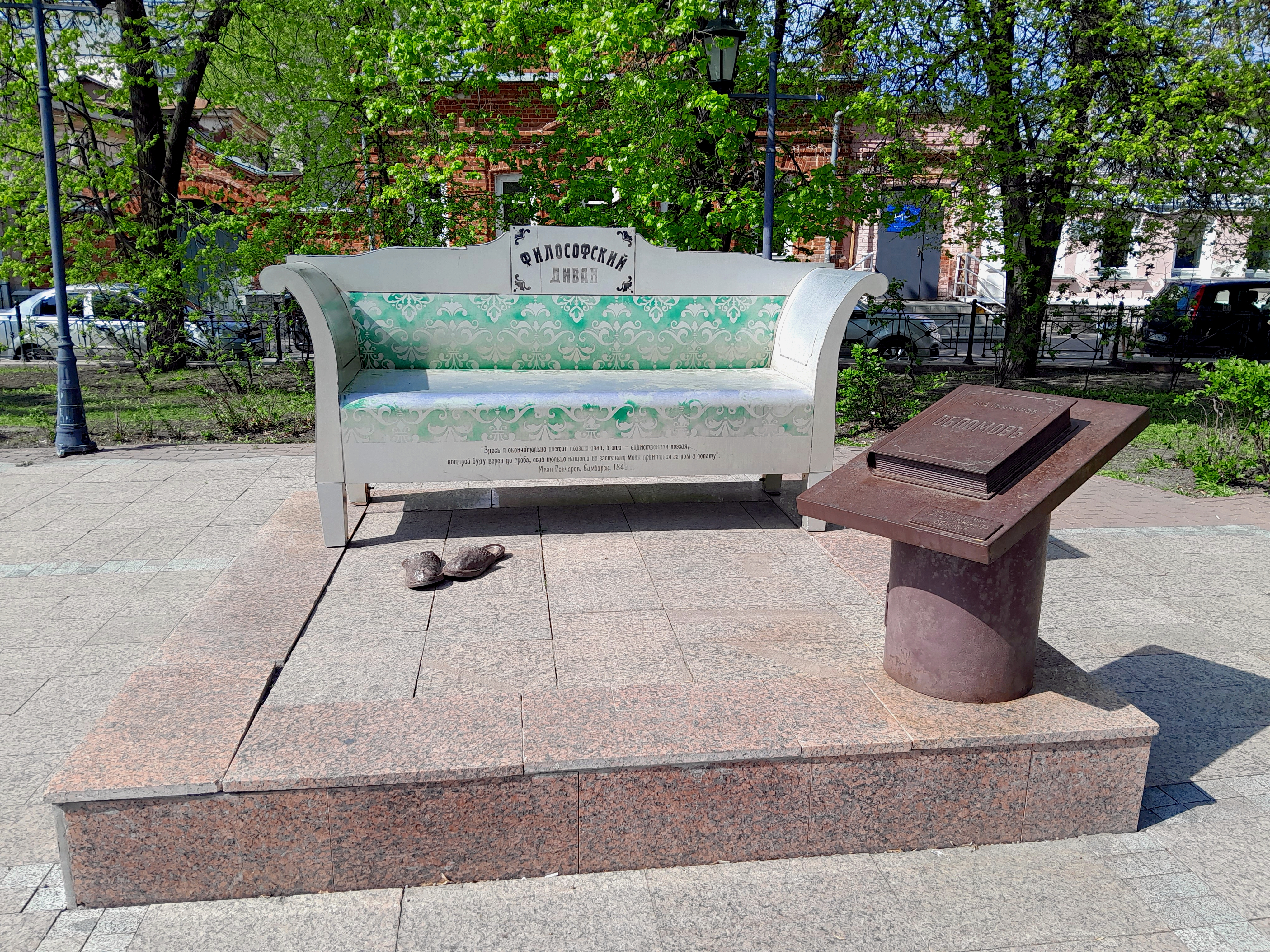
Памятник - Диван Обломова.

28 октября 2005 года в сквере у памятника Гончарову был установлен символический памятник «философский диван Обломова». Диван длиной чуть более 2 м, изготовленный из металлопластика по проекту главного художника Ульяновской области Игоря Смиркина, рекламным агентством «Талант», подарило областному центру ООО «Коммерческая недвижимость». Надпись на философском диване гласит: «Здесь я понял поэзию лени и буду верен ей до гроба, если только нужда не заставит взяться за лом и лопату. Иван Гончаров. Симбирск. 1849 год». Через год, 12 июня 2006 года, в день рождения Гончарова рядом с диваном появились «тапочки Обломова» и тумба с книгой «Обломов». Тапочки были отлиты кузнецами местной кузнечной артели «Корч». В 2019 году диван был отреставрирован.

## Памятники Гончарову в филателии
- 3 апреля 1957 года — выпустило конверт с изображением беседки-памятника И. А. Гончарову в парке Винновская роща (худ. Н. Круглов)[46].
- 12 июня 1957 года вышел художественный маркированный конверт (ХМК) — краеведческий музей им. И. А. Гончарова (художник Н. Круглов) (переиздан в 1958 году)[46].
- 17 декабря 1957 года вышел художественный маркированный конверт (ХМК) — памятник И. А. Гончарову (по фото И. Левина), открытый 12 сентября 1948 года[46].
- 1969 г. — ХМК СССР. Ульяновск. Дом И. А. Гончарова[47].
- 16.07.1969 г. — ХМК СССР. Ульяновск. Художественный и краеведческий музеи[48].
- В 1976 году — Конверт почтовый маркированный художественный. Ульяновск. Памятник И. А. Гончарову (1948) (Художник И. Дергилев)[49].
- 1982 г. — ХМК. Ульяновск. Памятник И. А. Гончарову (1948)[50].
- 28.02.1985 г. — ХМК. Ульяновск. Памятник И. А. Гончарову (1965)[51].
- 1987 г. — ХМК СССР. Ульяновск. Дом, в котором родился И. А. Гончаров[52].

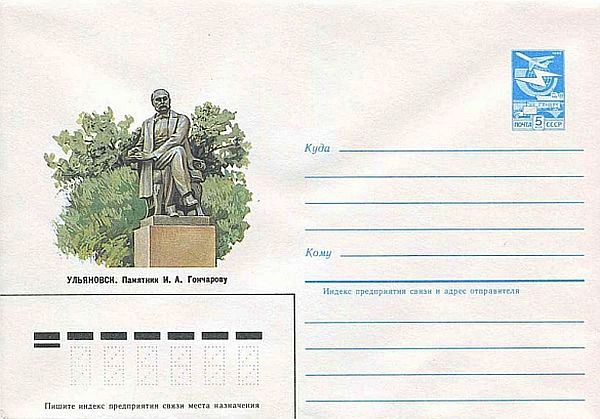
ХМК, 1985 г. Ульяновск. Памятник И. А. Гончарову.
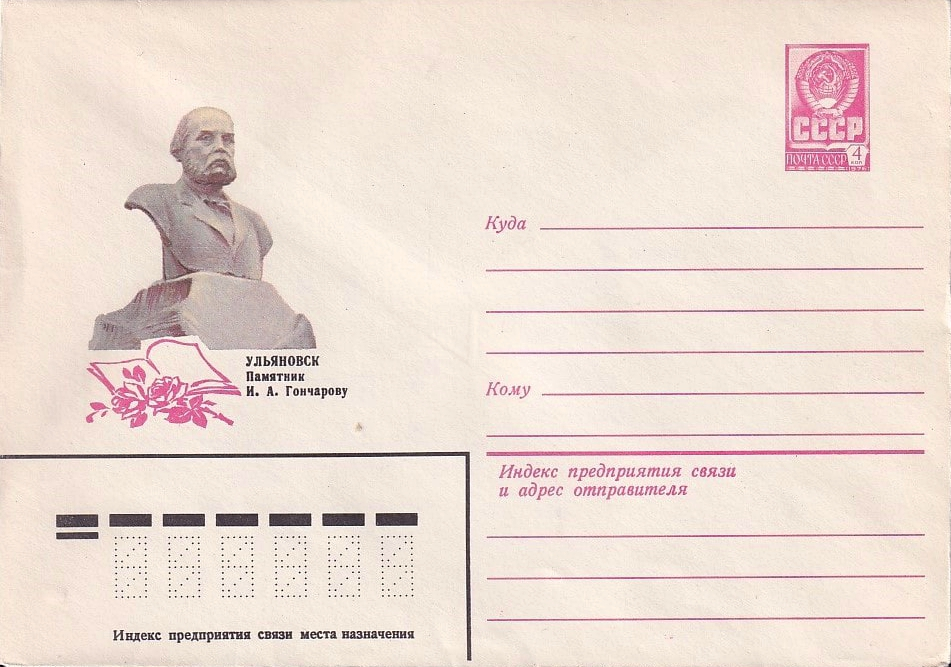
ХМК СССР, 1982 г. Ульяновск. Бюст И. А. Гончарова.
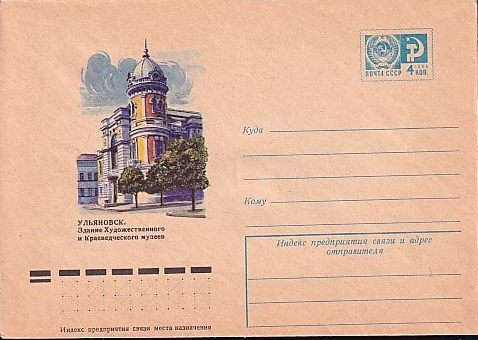
ХМК СССР, 1975 г. Ульяновск. Здание Художественного и Краеведческого музеев.
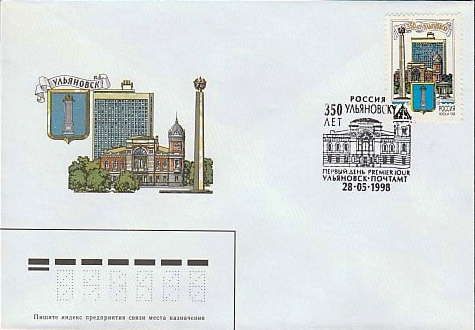
КПД РФ, 1998. 350 лет городу Ульяновск.
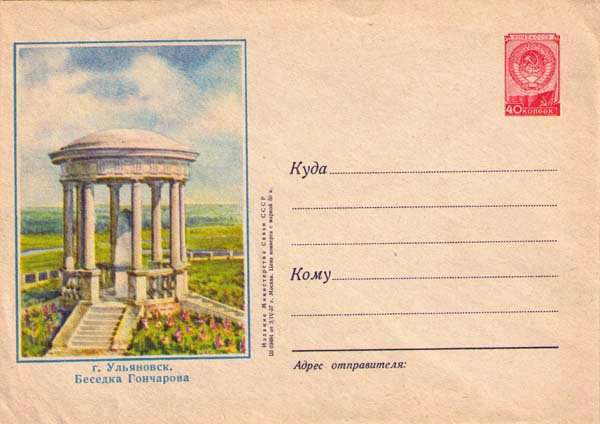
ХМК СССР, 1957. Беседка Гончарова.
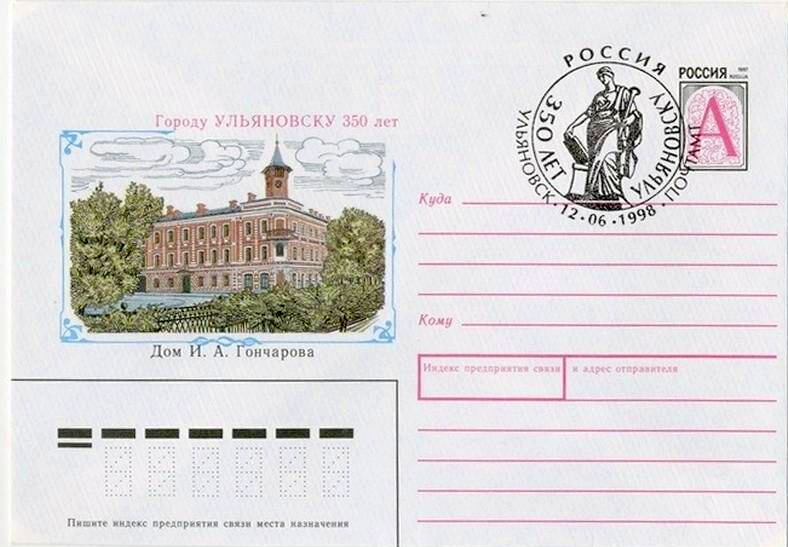
ХМК РФ, 1998 г. «Городу Ульяновску 350 лет. Дом И. А. Гончарова» со СГ.

## Галерея

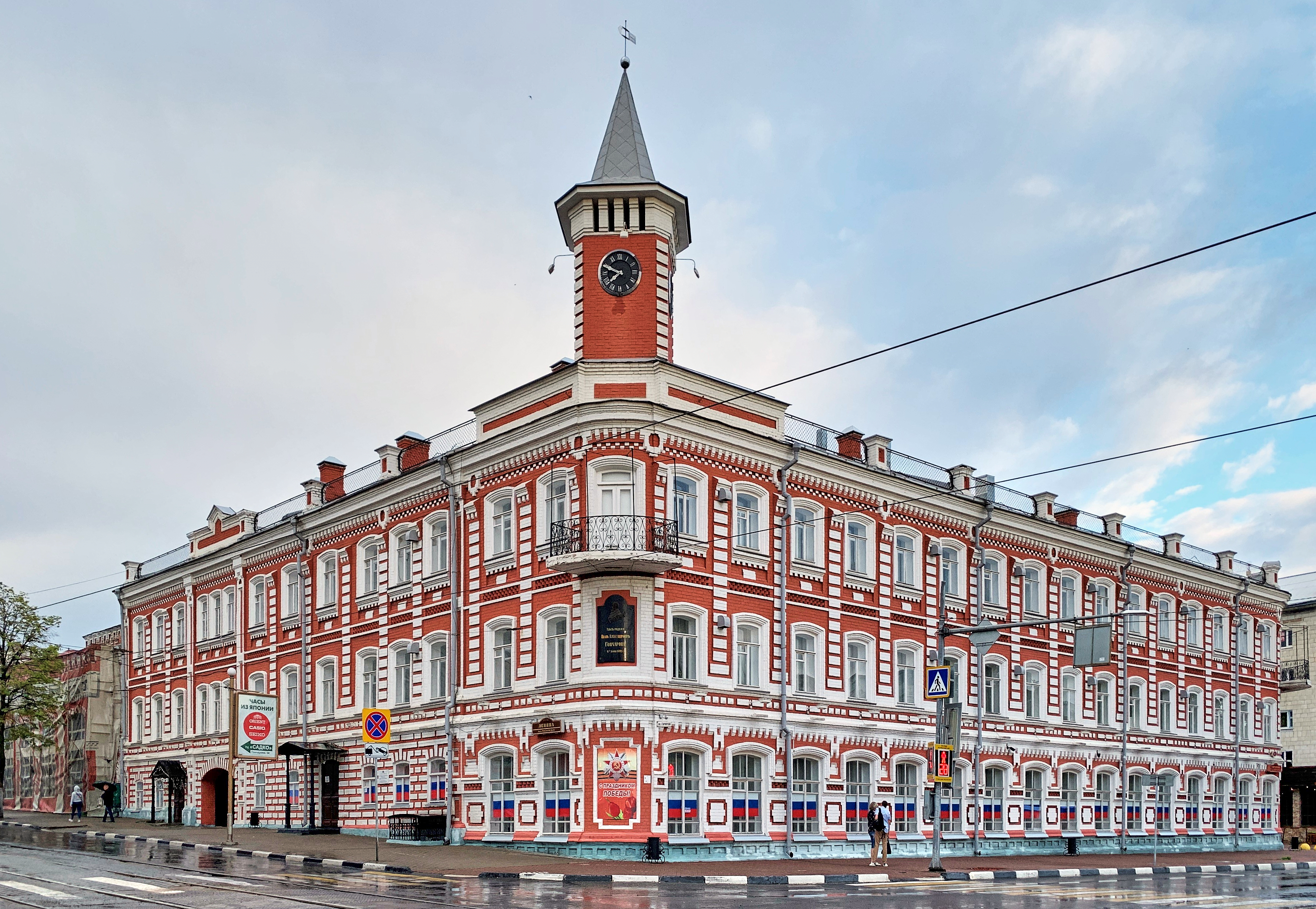
Дом Гончарова, современный вид
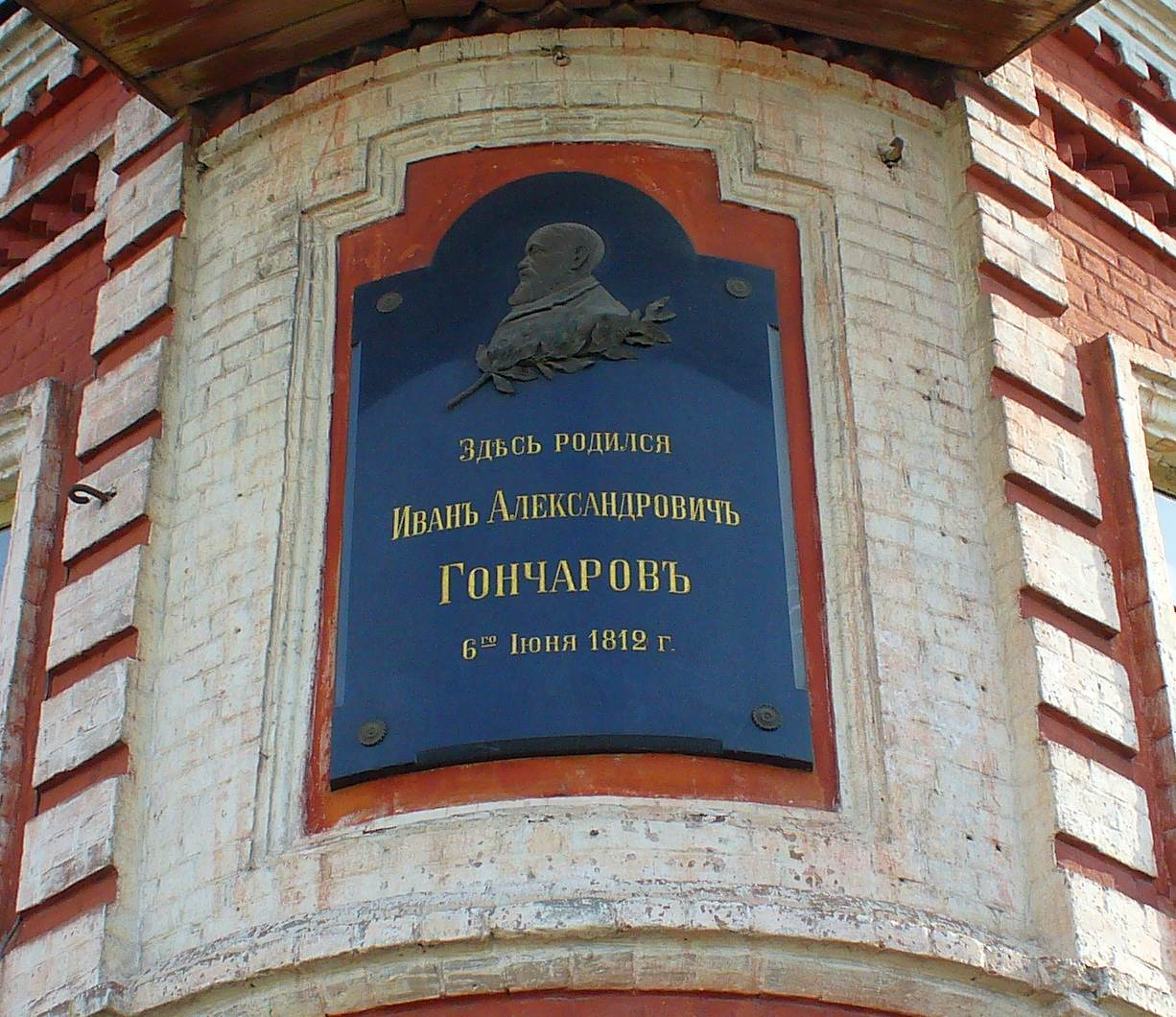
Мемориальная доска на доме, в котором родился И. А. Гончаров, 1907 г
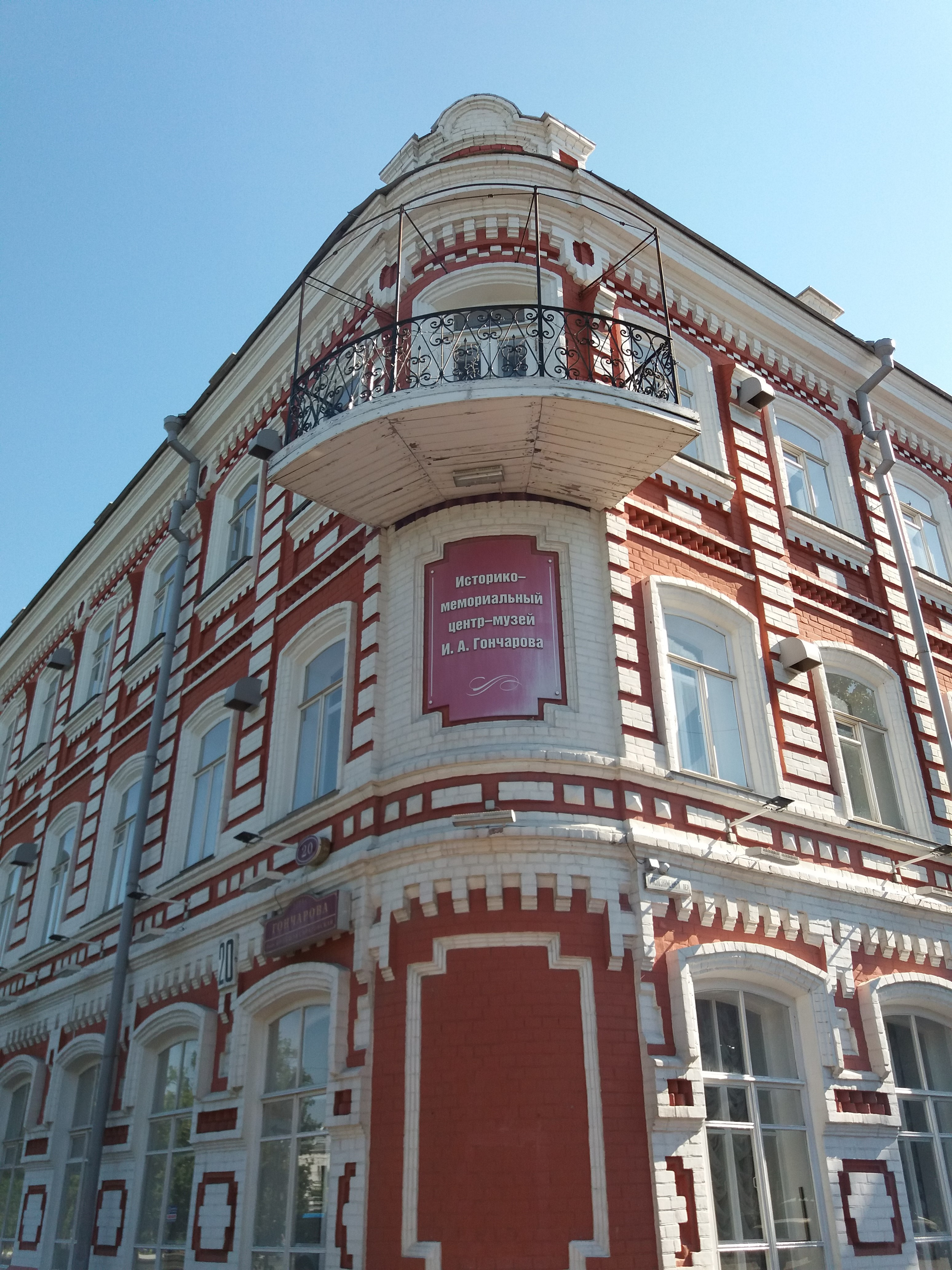
Историко-литературный музей И. А. Гончарова
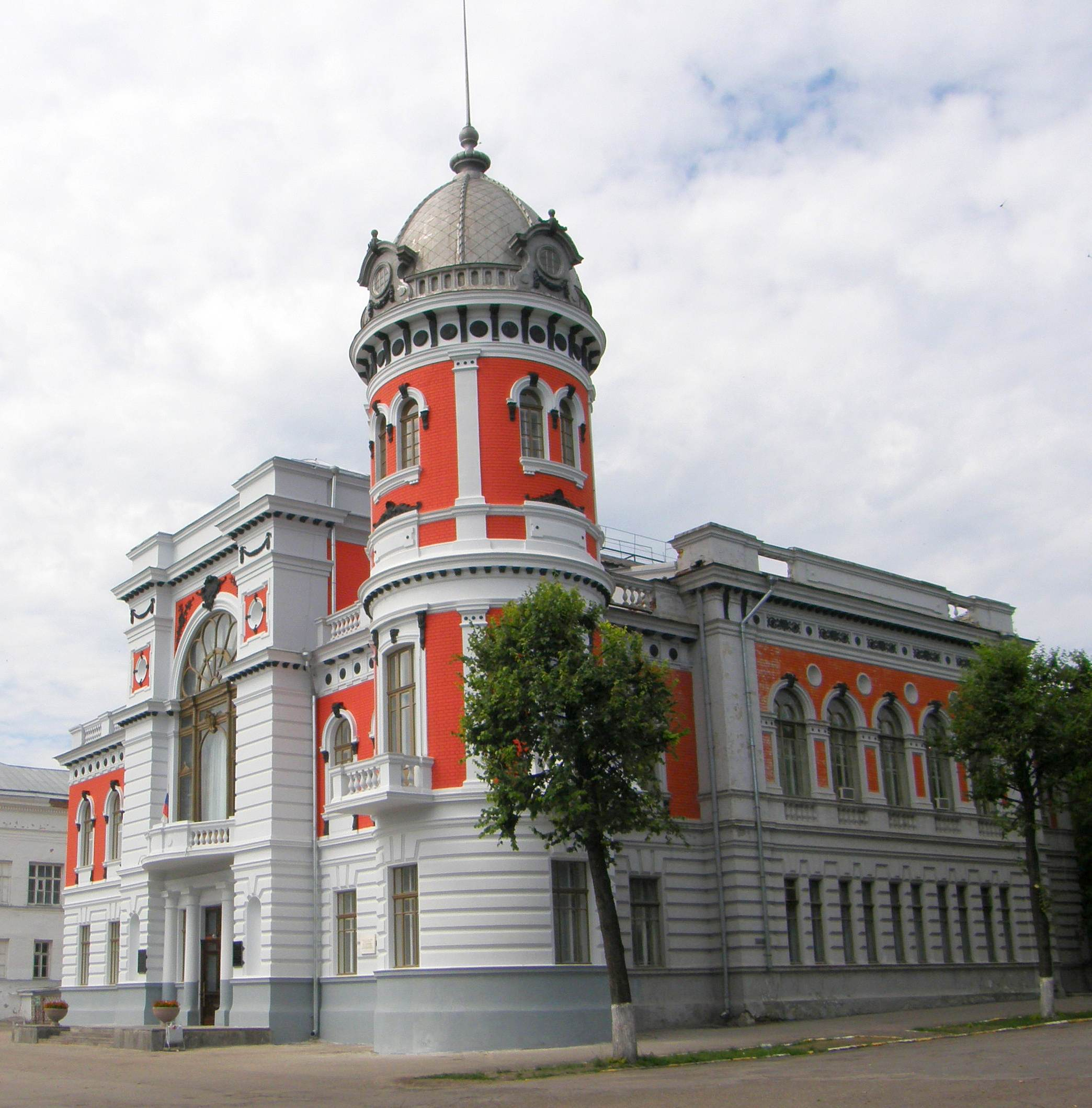
Дом-памятник И. А. Гончарову. Архитектор А. А. Шодэ
Памятник-бюст И. А. Гончарова (1948)
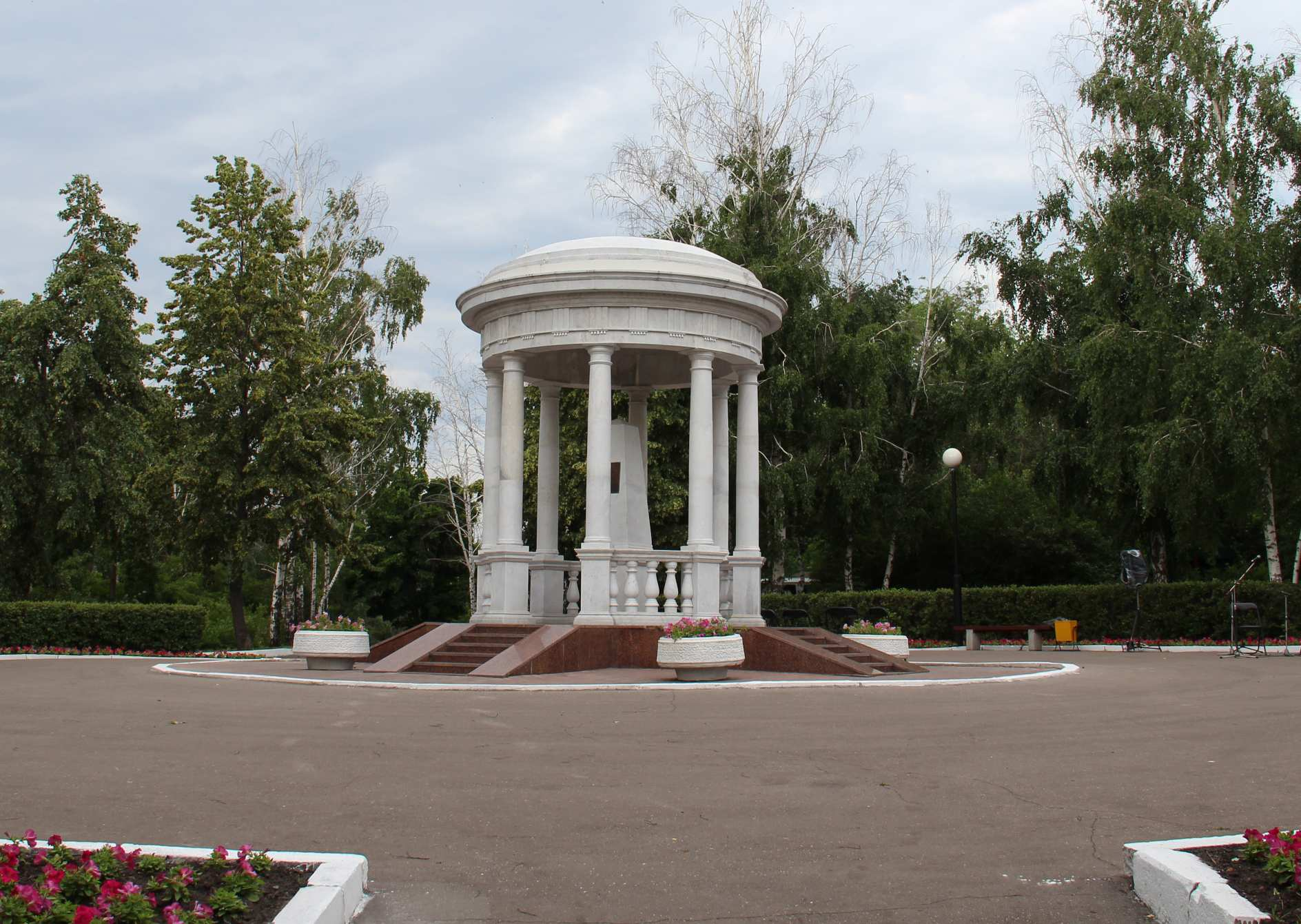
Мемориальная беседка Гончарова в Винновской роще
Диван Обломова в 2022 г.
Диван Обломова в 2005 г.
Памятный знак книге И. А. Гончарова «Обломов»
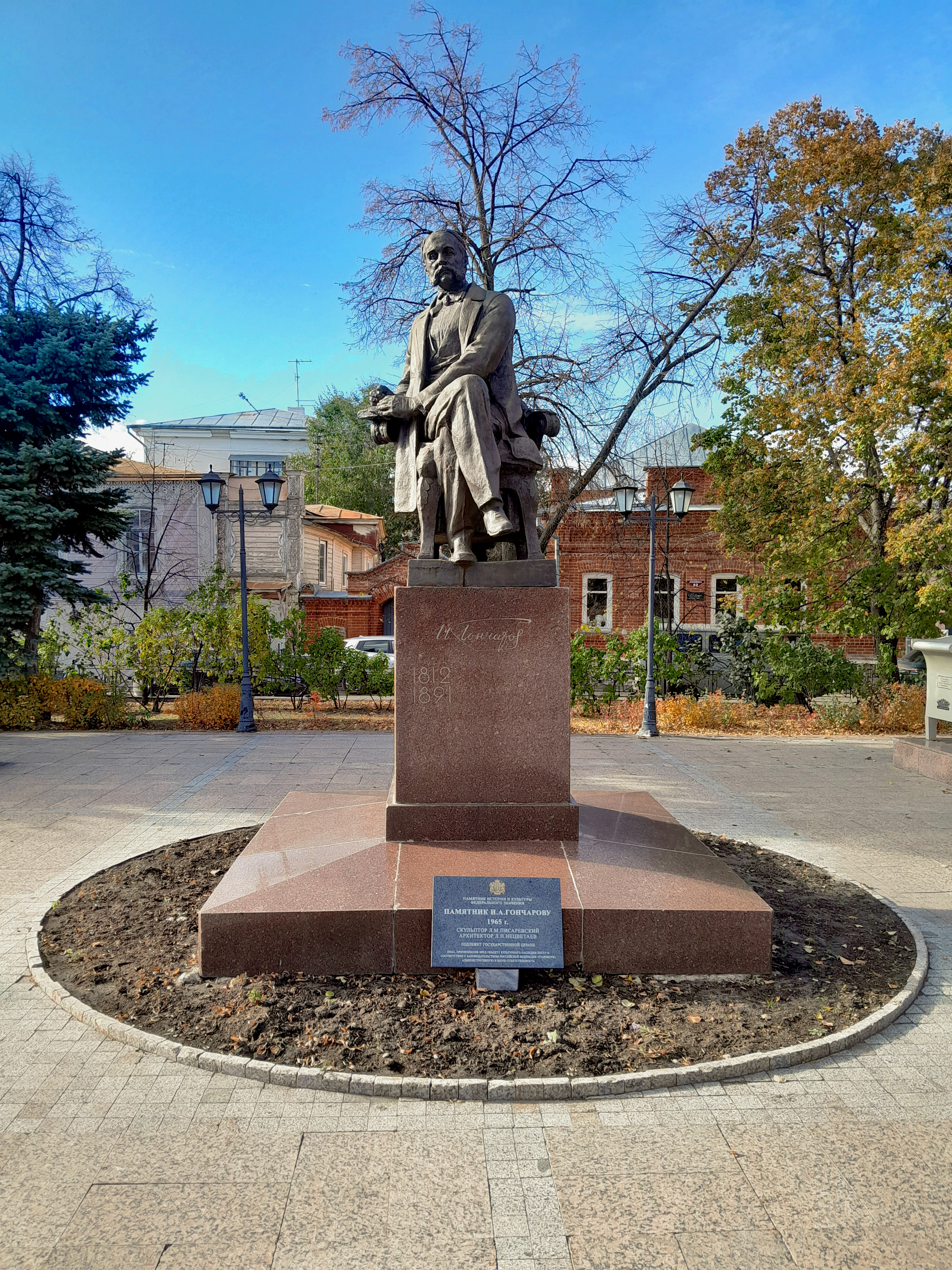
Памятник Гончарову (1965).